# Koerberiella
Koerberiella is een botanische naam voor een geslacht van korstmossen behorend tot de familie Lecideaceae. De typesoort is Koerberiella wimmeriana.